# 마그다 괴벨스
요한나 마리아 마그달레나 "마그다" 괴벨스(혼전성 리첼(Ritschel), 독일어: Johanna Maria Magdalena "Magda" Goebbels, 1901년 11월 11일 ~ 1945년 5월 1일)는 나치 독일의 선전 장관 요제프 괴벨스의 아내이다. 독신이었던 아돌프 히틀러의 퍼스트 레이디 역할을 하기도 했으며, 다자녀 정책으로 7명의 자녀들을 낳았다. 1945년 5월 1일 히틀러가 자살한 다음날 남편 요제프와 함께 6명의 아이들을 사이안화 칼륨으로 살해한 뒤 권총으로 자살했다.

## 참고 문헌
- Longerich, Peter (2015). 《Goebbels: A Biography》. New York: Random House. ISBN 978-1400067510.
- Meissner, Hans-Otto (1980) [1978]. 《Magda Goebbels: The First Lady of the Third Reich》. New York: The Dial Press. ISBN 978-0803762121.
- Vinogradov, V. K. (2005). 《Hitler's Death: Russia's Last Great Secret from the Files of the KGB》. Chaucer Press. ISBN 978-1-904449-13-3.